# Parkgebied langs de Dijle
Het Parkgebied langs de Dijle is een natuurgebied in de tot de Antwerpse gemeente Mechelen behorende plaats Muizen. Het is gelegen tussen de dorpskom en de Dijle.
Het park werd aangelegd in de 2e helft van de 19e eeuw, waarschijnlijk behoorde het tot het voormalige kasteel Estricx. Dit kasteel brandde in 1953 af en daarvoor in de plaats kwamen een aantal villa's. Er is zuur beukenbos en eiken-haagbeukenbos te vinden.
In het gebied komt onder meer de moesdistel voor. Er staan ook een groot aantal monumentale bomen, waaronder een mammoetboom.